# Christopher Fogt
Christopher Fogt (conocido como Chris Fogt; Orange Park, 29 de mayo de 1983) es un deportista estadounidense que compitió en bobsleigh en la modalidad cuádruple.
Participó en dos Juegos Olímpicos de Invierno, en los años 2014 y 2018, obteniendo una medalla de plata en Sochi 2014, en la prueba cuádruple (junto con Steven Holcomb, Steven Langton y Curtis Tomasevicz).
Es militar con rango de mayor de la Armada de los Estados Unidos.

## Palmarés internacional
| Juegos Olímpicos | Juegos Olímpicos | Juegos Olímpicos | Juegos Olímpicos |
| Año              | Lugar            | Medalla          | Prueba           |
| ---------------- | ---------------- | ---------------- | ---------------- |
| 2014             | Sochi (Rusia)    | Medalla de plata | Cuádruple        |